# Evanescence
Evanescence (с англ. «исчезание», «мимолётность», произносится «Эване́сенс») — американская рок-группа, основанная в 1994 году вокалисткой Эми Ли и гитаристом Беном Муди.
Группа добилась большой популярности в начале 2003 года с выходом альбома Fallen, разошедшегося тиражом около 15 миллионов копий и принёсшего группе две премии «Грэмми». В 2004 г. вышел первый концертный альбом Evanescence Anywhere but Home. В 2006 году был выпущен второй студийный альбом The Open Door, тираж которого составил около 6 миллионов копий.
После выхода второго альбома группа временно ушла со сцены. В период с 2009 по 2011 годы было сыграно всего несколько концертов, выпущен единственный виртуальный сингл «Together Again», средства от продажи которого целиком пошли на благотворительность в помощь пострадавшим при землетрясении на Гаити. В 2011 году в продажу поступил очередной альбом Evanescence, в том же году группа возобновила концертную деятельность.
Состав группы неоднократно менялся. В разное время группу покинули клавишник Дэвид Ходжес (2002), гитаристы Бен Муди (2003), Джон Лекомпт (2007), Терри Бальзамо (2015) и Джен Маджура (2022), басист Уилл Бойд (2006), ударник Роки Грей (2007). В итоге от первоначального состава в группе осталась только вокалистка Эми Ли.

## История

### Создание и ранние годы: 1995—2001
Основатели группы — вокалистка Эми Ли и гитарист Бен Муди — уроженцы маленького городка Литл-Рок, штат Арканзас, США. Они познакомились в летнем лагере христианской молодёжи в 1994 году, когда им было по 13 и 14 лет соответственно. По воспоминаниям Бена Муди, он обратил внимание на Эми, когда она играла песню Мита Лоуфа на фортепиано.
Несмотря на различие музыкальных вкусов (Эми имеет классическое музыкальное образование и заслушивается Тори Амос и Бьорк, а Бену по душе хэви-метал 80-х), молодые люди быстро нашли общий язык. «Мы сошлись в главном — в своём отношении к музыке, — говорит Бен. — Мы понимаем друг друга без слов и заканчиваем мысли друг друга».

### Origin

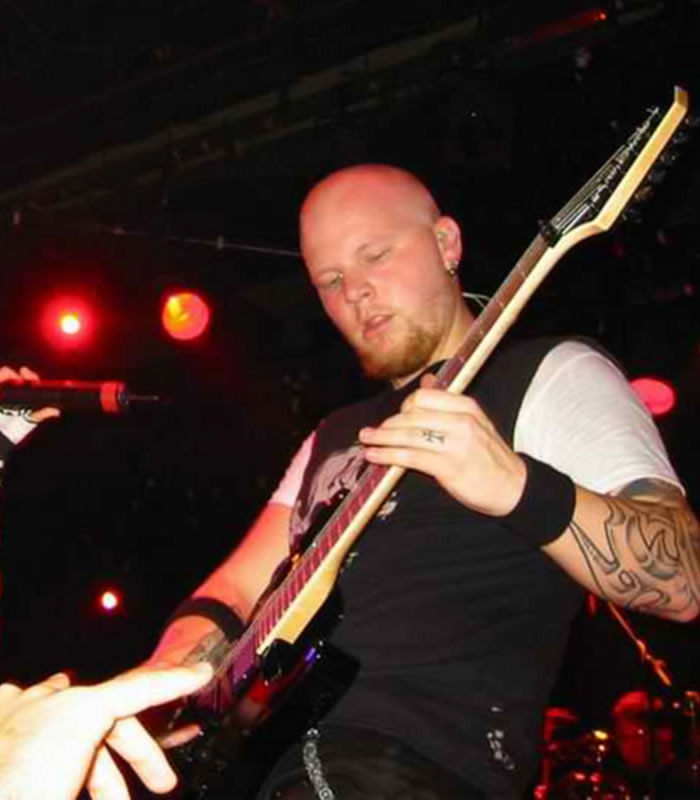
Бен Муди, сооснователь Evanescence

Первые демозаписи дуэта появились в 1998 году — мини-альбомы Evanescence и Sound Asleep. Несколько песен, в частности «Give Unto Me» появились в ротации местного радио, завоевав группе некоторую популярность ещё до того, как она начала давать концерты. Название группы было придумано после того, как музыканты отвергли варианты «Childish Intentions» и «Striken». Ранняя музыка Evanescence была значительно менее «тяжёлой», нежели последующие альбомы, и носила некоторые элементы готики.
В 1999 году к группе присоединился клавишник и бэк-вокалист Дэвид Ходжес. С его участием группа записала первый полноформатный альбом Origin (2000). Помимо песен, сделанных своими силами годами раньше, в альбом вошли также и несколько новых песен. Origin оказывается успешным, многие известные печатные издания открывают свои рубрики рецензиями на альбом группы. Все партии инструментов, кроме вокала и клавишных, были записаны для альбома самим Муди, в том числе и ударные. Этот диск был выпущен на локальном лейбле ограниченным тиражом в 2500 копий, которые были полностью проданы на концертах группы. Оригинальных записей альбома почти не осталось в продаже и они превратились в раритеты. Впоследствии Evanescence стали рассматривать этот альбом как демо, разрешив его некоммерческое распространение через Интернет.
Музыканты начали поиск участников для своей группы, вскоре к группе присоединились гитарист Джон Лекомпт и барабанщик Рокки Грей. Обновлённый коллектив приступил к записи нового материала. Однако все попытки группы выпустить записанный материал не увенчались особым успехом.
В 2002 году Evanescence заключила контракт с популярным лейблом Wind-up Records, на котором также издаются группы Creed, P.O.D., 12 Stones, Seether.
Продюсеры Wind-up начали продвигать группу на рынке «христианского рока», песня «Tourniquet» возглавила хит-парады христианских радиостанций. Радио KLAL-FM первым начало транслировать песню «Bring Me to Life». Эта репутация, однако, вызвала разногласия внутри группы. Дэвид Ходжес, склонявшийся к религиозной концепции, покинул Evanescence 19 декабря 2002 года. Вскоре Бен Муди в интервью категорично открестился от ярлыка религиозной музыки. Это вызвало бойкот со стороны некоторых радиостанций, чей формат был сугубо духовным.

### FallenиAnywhere But Home: 2002—2005
После нескольких лет выступлений в окрестностях родного Литл-Рока Эми и Бен решили, что для дальнейшего развития группы будет лучше переехать в более крупный город, каким стал Лос-Анджелес. В 2000 году они начали рассылать свои демозаписи в различные звукозаписывающие компании. Через некоторое время творчество группы заметил независимый продюсер Дейв Фортман. Именно он помог Evanescence записать несколько песен, впоследствии вошедших в альбом Fallen.
В этом составе в Лос-Анджелесе был записан альбом Fallen, в создании которого в качестве гостя принял участие вокалист группы 12 Stones Пол Маккой. Для продвижения Fallen участники Evanescence приняли предложение компании Nintendo, возглавив «Nintendo Fusion Tour 2003».
Альбом Fallen, выпущенный 4 марта 2003 года, дебютировал на 7-й позиции в американском чарте альбомов Billboard Top 200 и продержался там 104 недели, а в британском чарте — 60 недель, дойдя до первого места. Evanescence выдвигаются сразу на 5 номинаций Grammy: «Альбом года», «Лучшая рок-песня», «Лучший рок-альбом», «Лучшая новая группа», «Лучшее хард-рок-выступление» и берут две последние. Fallen попадает в хит-парад журнала Billboard, где ему удается продержаться более 100 недель, а журнал Rolling Stone называет вокалистку Эми Ли «человеком года». Группа отправляется в мировое турне в поддержку своего альбома, по возвращении из которого альбом получает золотой статус, а спустя 6 месяцев становится трижды платиновым в США — всего в мире было продано более 14 млн копий. Через месяц альбом Fallen добивается признания и в Европе. Пластинка становится золотой в Великобритании, а сингл «Bring Me to Life» попадает на вершины английского хит-парада. В июне 2003 года группа впервые выступает в одном из самых известных лондонских залов — «Астории». Вскоре в группе появляется ещё один музыкант — басист Уилл Бойд. В октябре 2003 года коллектив выпускает сингл «My Immortal». Синглами с альбома также были выпущены песни «Going Under» и «Everybody’s Fool». На все четыре песни были сняты видеоклипы, побеждавшие в хит-парадах MTV.
Песни «Bring Me to Life», первый хит Evanescence, и фортепианная баллада «My Immortal» понравились продюсерам 20 Century Fox и попали в саундтрек к фантастическому боевику-комиксу «Сорвиголова» (Daredevil). Успех фильма значительно поспособствовал популярности этих песен и группы в целом.
В 2008 году «Bring Me to Life» стала одной из песен, выпущенных на сборнике «TOP 50 Best Selling Singles! (1999—2008)» (50 самых продаваемых синглов с 1999 по 2008 год).

#### Уход Муди

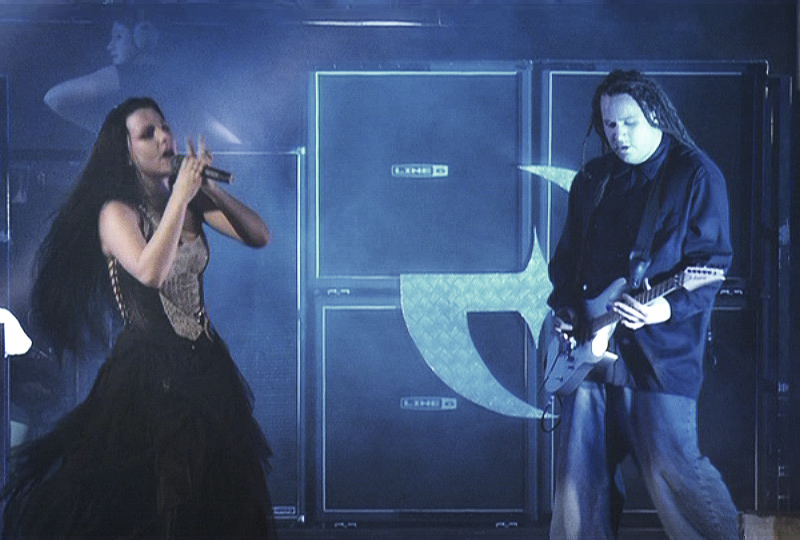
Концерт Evanescence в парижском зале «Зенит», вошедший в Anywhere but Home. Справа — новый гитарист группы Терри Бальзамо

22 октября 2003 года, во время тура и незадолго до концерта, из группы исчез один из её основателей и главный композитор Бен Муди. Позднее Муди объяснял, что покинул группу из-за личных разногласий. Это стало полной неожиданностью, так как незадолго до этого Бен и Эми говорили, что они лучшие друзья. После ухода из группы Бен продолжил сольную карьеру, участвовал в записях с певицами Аврил Лавин и Anastacia.
Несколько месяцев спустя Эми Ли говорила: «…мы дошли до точки, когда стало ясно, что, если ничего не менять, мы не сможем записать второй альбом». По словам Эми Ли уход Муди снял возникшее в группе напряжение. В том же интервью Эми Ли сказала: «Я не знаю, но думаю, что он хочет писать более популярную и коммерческую музыку. Я хотела создавать более качественную в художественном плане музыку, а он хотел делать вещи, которые люди хотят услышать».
Место Муди в составе группы занял Терри Бальзамо из группы Cold. Новый состав Evanescence закончил тур и выпустил по его итогам концертный альбом Anywhere but Home, записанный в Париже 25 мая 2004. Альбом был также выпущен на DVD, где в него в качестве бонусов были включены интервью с музыкантами и все видеоклипы группы. Среди известных песен группы были также такие вещи, как новая песня «Missing», песня «Breathe No More», записанная для саундтрека фильма «Электра», и кавер-версия песни группы Korn «Thoughtless». Перед исполнением кавера Эми Ли сказала: «Сейчас мы собираемся исполнить кое-что, совершенно отличающееся от того, что мы обычно делаем. Это песня группы, которую мы очень любим. Я даже не буду объявлять название группы; вы сами должны знать их».

### The Open Door: 2006—2009
Запись второго альбома The Open Door шла медленно по нескольким причинам, включая желание Эми Ли не торопиться, а сконцентрироваться на творческом процессе, сайд-проекты участников, болезнь Терри Бальзамо, увольнение прежнего менеджера. Работа над альбомом была закончена в мае 2006, но релиз был отложен из-за выраженного Wind-up Records желания немного изменить сингл «Call Me When You’re Sober»
Альбом был выпущен 3 октября и сразу возглавил чарты в США, Англии, Австралии, Германии. Было продано 725 000 копий, альбом стал платиновым через месяц после релиза. The Open Door стартовал в Billboard Chart c 1-го места. В качестве синглов были выпущены песни «Call Me When You’re Sober», «Lithium», «Sweet Sacrifice», «Good Enough». Все четыре песни сопровождались съёмками видеоклипов, транслировавшихся по MTV. В поддержку альбома группа приехала сначала в США и Канаду, а затем снова посетила Европу и Японию.
Эми Ли в интервью утверждала, что написала несколько песен для сказочно-фантастического фильма «Хроники Нарнии: Лев, Колдунья и Платяной Шкаф», вышедшего в том же году, но эти песни были отвергнуты продюсерами из-за их мрачности и в переработанной форме вошли в альбом. Продюсеры фильма из компании Disney не подтвердили эту информацию.

#### Смена состава

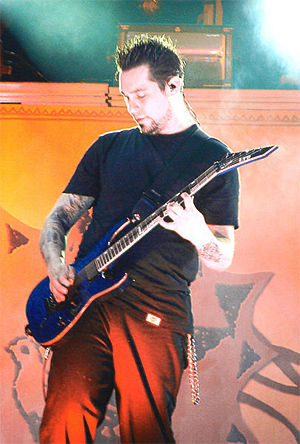
Джон Лекомпт, бывший гитарист Evanescence

Ряд изменений в составе произошёл в это же время. В июле 2006 года группу покинул басист Уилл Бойд — по его собственному признанию, он не был готов «отправиться в ещё одно бесконечное турне» и предпочёл проводить больше времени с семьёй. Его заменил Тим Маккорд, гитарист Revolution Smile, в Evanescence перешедший на бас-гитару. В мае 2007 года Джон Лекомпт неожиданно распространил заявление, что его увольняют из группы из-за конфликта с Эми Ли и лейблом Wind-up. Роки Грей также отказался от дальнейшего пребывания в группе в поддержку Лекомпта. Временными участниками группы стали Трой Маклоухорн и Уилл Хант из группы Dark New Day, но впоследствии они остались в составе уже на постоянной основе. 8 декабря 2007 года группа закончила свой тур в поддержку альбома The Open Door и взяла перерыв на неопределённое время, который продлился, фактически, до выхода следующего студийного альбома.
В 2009 году раскол в группе закрепился. Бен Муди, Джон Лекомпт и Роки Грей создали новый коллектив We Are The Fallen, название которого отсылает к альбому Evanescence Fallen. Вокалисткой в новой группе стала Карли Смитсон, финалистка американского популярного телешоу American Idol.

### Evanescence: 2009—2012

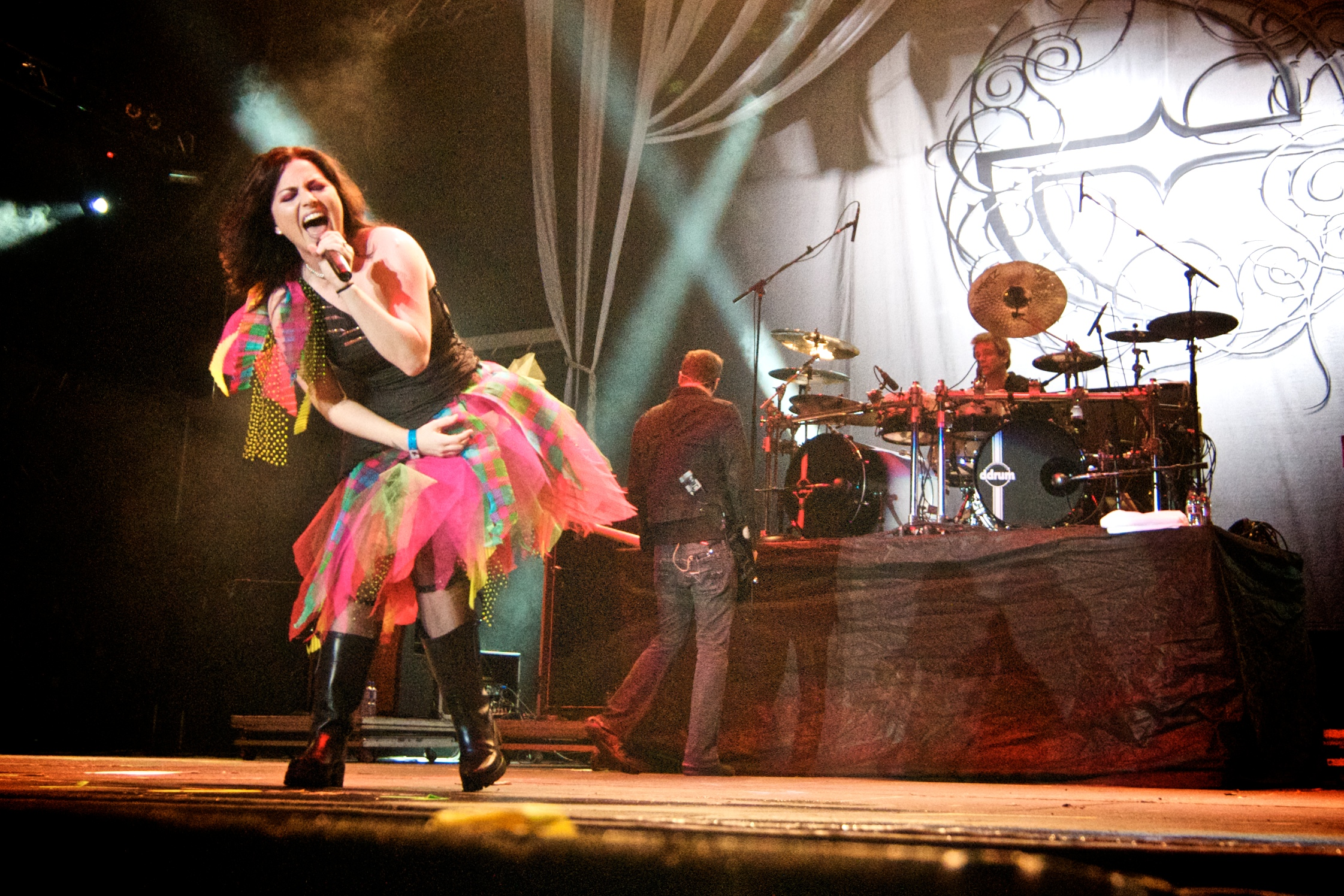
Evanescence на Maquinária Festival 2009

В новостной рассылке официального веб-сайта Evanescence в июне 2009 года Эми Ли заявила, что группа в процессе написания материала для нового альбома, готовящегося к выходу в 2010 году. Музыка станет «лучше, сильнее и интереснее» предыдущих работ. Группа также объявила о выступлении на Maquinaria Festival в Сан-Паулу, Бразилия, которое состоялось 8 ноября 2009 года. До появления на фестивале было сыграно «секретное шоу» (англ. "secret show") в Manhattan Center Grand Ballroom в Нью-Йорке 4 ноября 2009 вместе с коллективом под названием Civil Twilight. Билеты были раскуплены за полчаса. В 2010 году был выпущен официальный би-сайд альбома The Open Door «Together Again». Релиз сингла состоялся после землетрясения на Гаити. Все деньги с продаж были направлены на благотворительность.
1 марта 2011 года группа вернулась в студию на пре-продакшн нового альбома. Как сообщил Уилл Хант, с музыкантами будет работать продюсер Ник Рискулинеш. 11 апреля 2011 года участники Evanescence собираются в студии для записи нового альбома.
Стала известна дата релиза нового альбома — 4 октября, также в группу вернулся Трой Маклоухорн.
Evanescence вернулась на сцену 20 августа на фестивале Rock on the Range.
Выход одноимённого альбома Evanescence был перенесён на 11 октября 2011 года, когда стало известно, что запись альбома полностью завершена. Первый сингл получил название What You Want, релиз состоялся 9 августа. После этого вышли ещё три сингла: My Heart Is Broken, Lost in Paradise и The Other Side; последний, являясь только радио-синглом, не выпускался на каких-либо носителях. В поддержку нового альбома группа провела мировое турне, которое завершилось 2 сентября 2012 года в американском городе Баффало, штат Нью-Йорк.

### Творческий перерыв: 2012—2015
После масштабного тура по миру группа вновь ушла на длительный перерыв, так же, как это было после выхода The Open Door.
В октябре 2013 года лейбл Wind-up Records объявил о переходе некоторых исполнителей (в том числе и Evanescence) к Bicycle Music Company (дочерней компании Concord Music Group).
3 января было объявлено, что Эми Ли подала судебный иск против Wind-up Records на сумму полтора миллиона долларов в качестве невыплаченных гонораров группы. В марте 2014 года через Twitter было сделано сообщение о том, что коллектив становится свободным от лейбла, став независимой группой. В ноябре 2015 года ожидается начало концертного тура группы, первого после трёхлетнего перерыва.

#### Уход Терри Бальзамо
7 августа 2015 года на официальной странице группы в Facebook появилось сообщение, что Терри Бальзамо уходит из Evanescence. Его заменила немецкая певица и гитаристка  Джен Маджура из фолк-метал-группы Equilibrium. Вот что говорит о ней вокалистка коллектива:
«Её игра неподражаема, она поёт словно ангел, смеётся с тобой как хороший друг. На прошлой неделе мы несколько дней провели вместе в Нью-Йорке, делились до жути похожими жизненными историями и вдохновением, будто побывали в шкуре друг друга и много смеялись. Мы очень рады, что этой осенью будем выступать вместе и поднимем шоу на новый уровень. НЕ МОГУ ЖДАТЬ! Я уверена, что вы подарите ей ту любовь и уважение, которое эта сильная и талантливая женщина заслуживает. Я с радостью приветствую в группе нашу новую сестру»

### Возвращение на сцену (с 2015)
По состоянию на октябрь 2015 года музыканты Evanescence не планировали дальнейшей совместной работы по созданию музыки. В ноябре 2015 года коллектив обновлённым составом дал тур по трём городам США, позже в том же месяце члены группы приняли участие в фестивале Ozzfest Japan в Токио. После долгих лет ожидания Эми Ли официально объявила о том, что начинает писать песни для нового альбома Evanescence.
В конце 2016 года группа отправилась в тур по некоторым городам США, выбрав в качестве разогревающей группы альтернативную рок-группу Veridia. Во время этого тура группа исполнила совершенно новую песню под названием «Take Cover», которая была взята из отбракованных сессий 2010 года для их одноимённого альбома.
13 сентября 2016 года группа объявила о выпуске винилового бокс-сета под названием The Ultimate Collection, в который вошли все их альбомы (включая Origin) и новая версия песни «Even in Death», которая впервые появилась на Origin. Набор был выпущен 9 декабря 2016 года. В интервью Loudwire Ли заявила, что «Evanescence есть в будущем» и что велась работа над ещё одной песней, предшествующей Fallen, которая будет выпущена позже. 18 февраля 2017 года альбом-компиляция под названием Lost Whispers был доступен для потокового воспроизведения и скачивания на Spotify, iTunes и Anghami. Он содержал перезаписанную песню «Even in Death», ранее выпущенные би-сайды, четыре бонус-трека делюкс-издания Evanescence и новую песню «Lost Whispers».

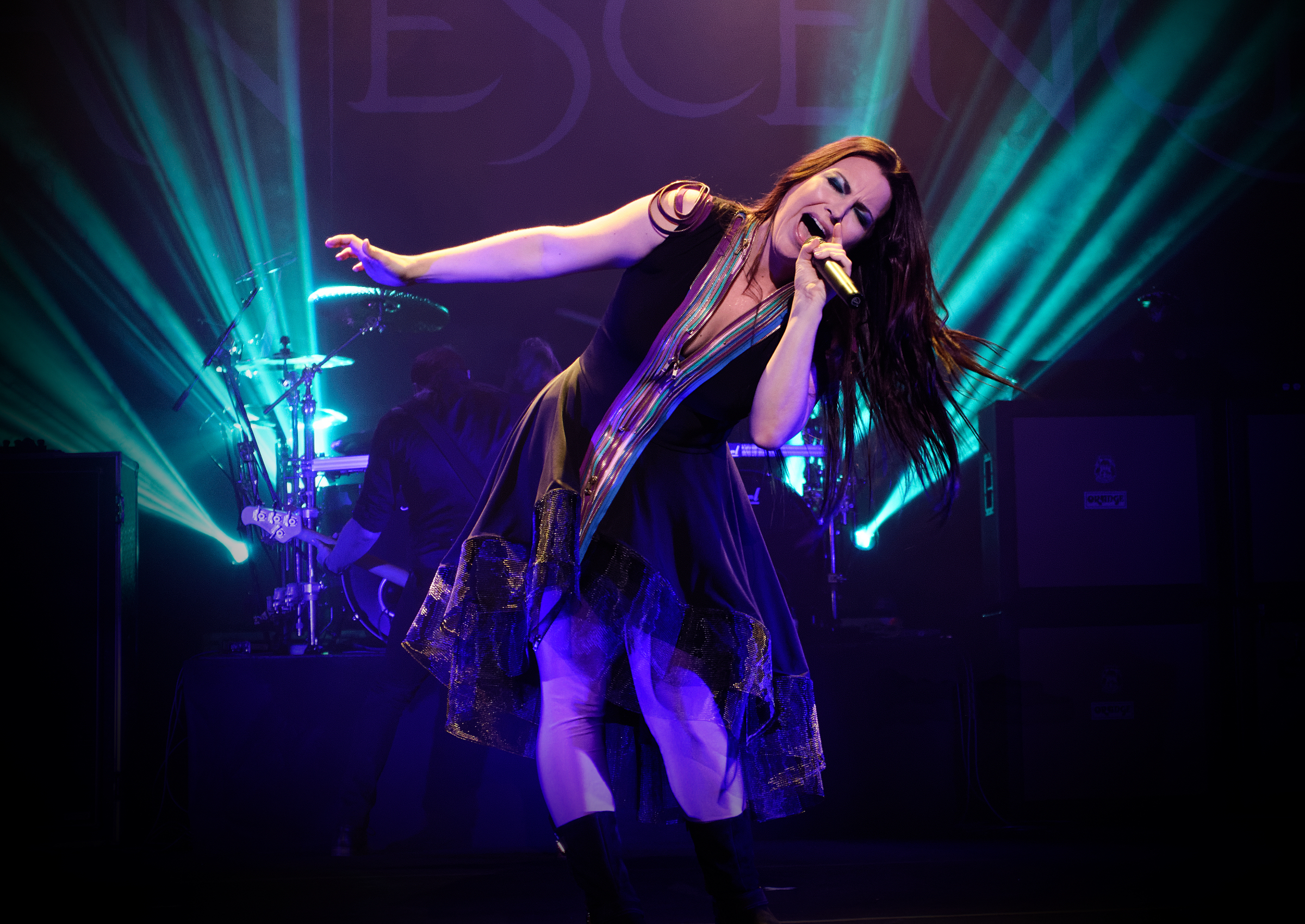
Evanescence выступают в Греческом театре в Лос-Анджелесе 15 октября 2017 года в рамках тура по альбому Synthesis.

20 марта 2017 года Ли рассказала AOL о своем сольном сингле «Speak to Me»; во время интервью она рассказала о «новом альбоме» Evanescence, сказав: «Мы работаем над чем-то. […] Это не просто прямой „следующий альбом Evanescence“», подразумевая стилистические изменения. В интервью Metal Hammer от 23 марта Ли заявила, что «это что-то уникальное, что-то сложное, что-то немного сверх того — и это определённо новая территория для всех нас». Альбом планировалось выпустить позднее в 2017 году.
В посте на Facebook Ли сообщила, что новый альбом получил название Synthesis. По словам Ли, альбом представляет собой оркестровое произведение, в котором присутствуют такие инструменты, как духовые и другие оркестровые элементы. Она также сообщила, что Дэвид Кэмпбелл, который работал над всеми предыдущими альбомами группы, вернется, чтобы сочинить музыку для нового проекта. Ли сказала, что альбом посвящен «оркестру и электронике», и что группа берет отдельные песни со своих предыдущих альбомов, убирает рок-гитары и барабаны и перестраивает их в классическую аранжировку, напоминающую саундтрек. Альбом содержал две новые оригинальные песни, одна под названием «Hi-Lo» с Линдси Стирлинг в главной роли. Первая сессия записи Synthesis состоялась 23 мая 2017 года, а ремейк песни «Bring Me To Life» был выпущен в качестве сингла 18 августа. 15 августа группа объявила, что запись Synthesis находится на завершающей стадии. В конце 2017 года Evanescence отправились в тур с полным оркестром в поддержку альбома, билеты продавались с 18 августа. Позже группа гастролировала по США, Австралии и Европе. Каждый купленный билет сопровождался цифровой копией Synthesis после его выхода. 14 сентября 2017 года был официально выпущен сингл «Imperfection».
В марте 2018 года Evanescence объявили, что Линдси Стирлинг присоединится ко второму североамериканскому туру в рамках тура Synthesis Tour. В то время как их внимание будет по-прежнему сосредоточено на гастролях, Ли заявила во время интервью на WRIF в июле 2018 года, что группа начнет работу над своим следующим студийным альбомом.

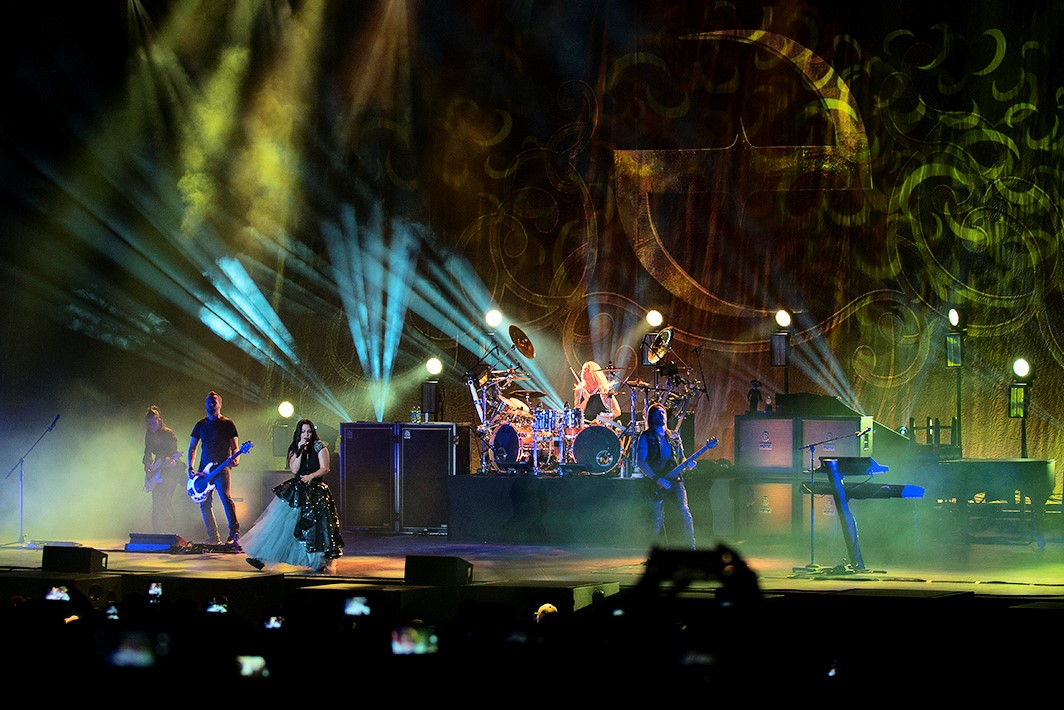
Evanescence во время выступления в Вероне, Италия, 2 сентября 2019.

4 февраля 2019 года группа обнародовала даты и места проведения концертного тура по США на весну/лето 2019 года. 17 сентября 2019 года Evanescence и симфо-метал группа Within Temptation объявили о совместном европейском туре по семи городам под названием Worlds Collide, первоначально запланированном на апрель 2020 года. Однако из-за пандемии COVID-19 тур был перенесен на осень 2020 года. Тур был перенесен во второй раз и состоится в сентябре 2021 года.
11 мая 2019 года Blabbermouth процитировал Ли о планах Evanescence выпустить новый студийный альбом в 2020 году. 21 ноября 2019 года на Reddit AMA Ли сказала об альбоме: «Он мрачный и тяжелый. В нём также есть моменты странные и редкие. Всего понемногу. Определённо есть некоторые вибрации Open Door, но не такие же».
5 сентября 2019 года Xbox выпустила стартовый трейлер для видеоигры Gears 5, в который вошла кавер-версия песни Fleetwood Mac «The Chain» с вокалом Ли. Полная версия песни была выпущена группой Evanescence 22 ноября 2019 года, в ней бэк-вокал принадлежит другим участникам группы. Музыкальное видео на песню было выпущено 9 января 2020 года. Кавер-версия песни не войдет в грядущий пятый альбом группы. В конце января группа вошла в студию с Ником Раскулинецем, который продюсировал их одноимённый альбом 2011 года, для работы над тремя «тяжелыми» песнями. Изначально они собирались записать с ним только две песни, но в итоге записали четыре. Они планировали работать с разными продюсерами каждый раз, когда выходили в студию, чтобы обеспечить разнообразное звучание, но этот план был отложен из-за пандемии.
17 апреля 2020 года группа объявила название своего нового альбома, The Bitter Truth, вместе с обложкой. Первый сингл альбома, «Wasted on You», был выпущен 24 апреля вместе с музыкальным видео. Режиссёром клипа выступил П. Р. Браун, и в нём были показаны кадры, на которых участники группы находятся дома на фоне пандемии COVID-19. Второй сингл, «The Game Is Over», был выпущен 1 июля. «Use My Voice», третий сингл альбома, был выпущен 14 августа. В нём приняли участие Лиззи Хейл, Тейлор Момсен и Шарон ден Адель, и он был использован в кампании HeadCount, чтобы побудить американцев голосовать на президентских выборах в США.

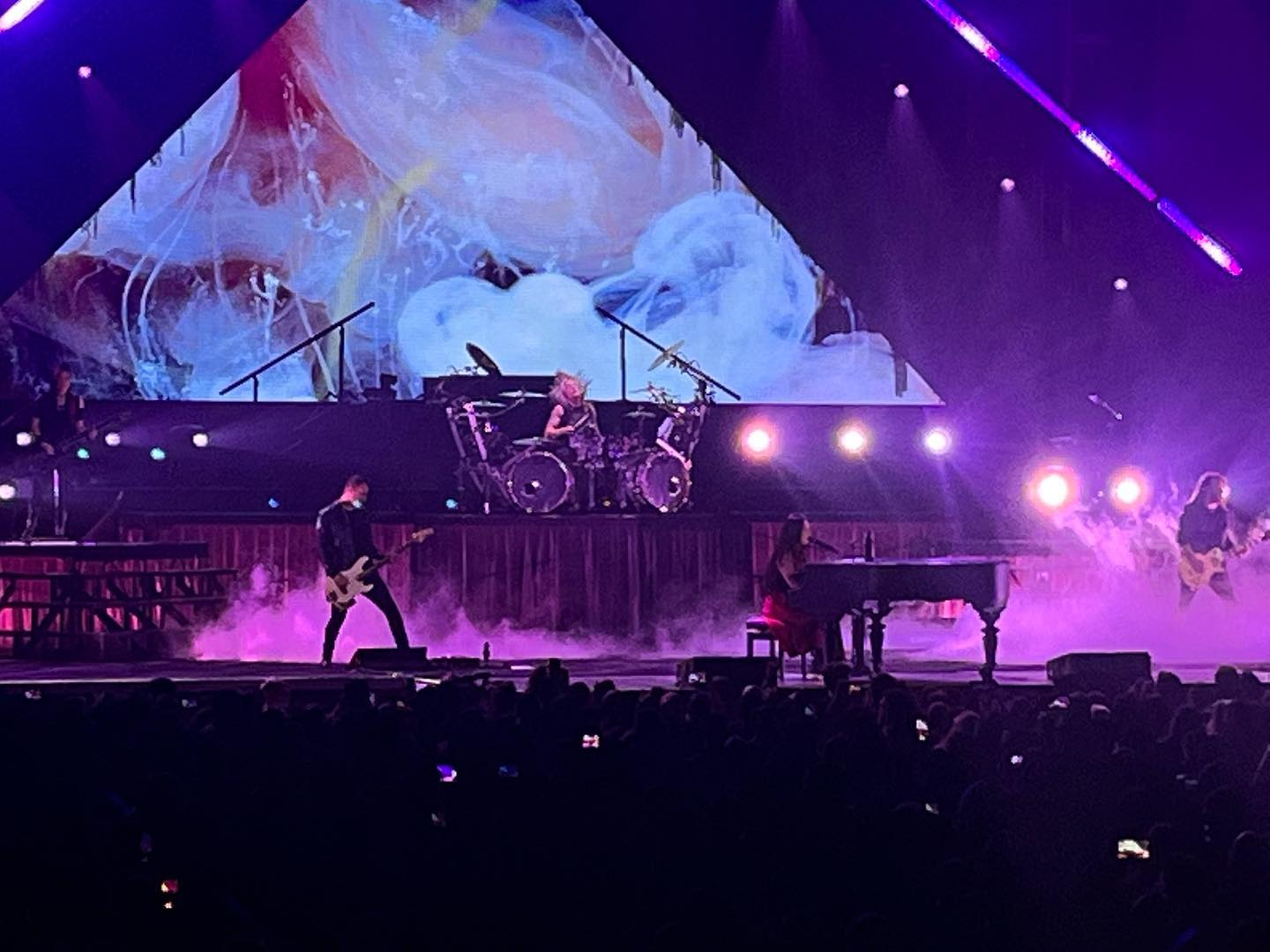
Evanescence выступают вживую в DCU Center в Вустере, штат Массачусетс, 20 января 2022 года.

4 декабря 2020 года было объявлено, что альбом выйдет 26 марта 2021 года и будет содержать 12 треков, включая ауттейк Evanescence «Take Cover». Вместе с предзаказом альбома был выпущен четвёртый сингл «Yeah Right». 5 марта 2021 года группа выпустила пятый сингл «Better Without You». Песня затрагивает тему борьбы Эми Ли в музыкальной индустрии.
Эми Ли рассказала в статье на обложке Kerrang!, что считает The Bitter Truth своим четвёртым альбомом, а не Synthesis 2017 года, хотя в целом это пятый альбом.
21 мая 2022 года группа объявила о расставании с гитаристкой Джен Маджурой. 23 мая было объявлено, что давний басист Тим Маккорд переходит на гитару, а Эмма Анзай из Sick Puppies присоединяется в качестве нового бас-гитариста. 15 июля 2022 года Evanescence стали хедлайнерами фестиваля Rock Fest.
Evanescence и Korn стали хедлайнерами летнего тура по США с 16 августа по 16 сентября 2022 года. Группа также выступила на фестивале Rocklahoma в начале сентября, а в следующем месяце — на фестивале Aftershock в Сакраменто, Калифорния. После четырёх перенесенных попыток с 2019 года, 9 ноября 2022 года начался европейский тур Evanescence совместно с Within Temptation, который продлится до 8 декабря 2022 года.
Evanescence присоединятся к Muse в их североамериканском туре с февраля по апрель 2023 года. Группа выступит на немецких фестивалях Rock am Ring и Rock im Park 2-4 июня 2023 года. Они также сыграют на новом фестивале Sick New World 13 мая 2023 года в Лас-Вегасе, и на 20-летии Download Festival в Англии в июле 2023 года, где они играли перед самой большой толпой за всю историю второй сцены, а их выступление было названо Metal Hammer одним из 20 величайших сетов фестиваля Download, и сольные концерты в Польше и Франции. Затем они выступили на японском Summer Sonic Festival 19-20 августа, а с 24 августа по 2 сентября гастролировали по Австралии. Группа вернулась в США, чтобы сыграть на Blue Ridge Rock Festival 7 сентября и на концерте в Атлантик-Сити, Нью-Джерси, 8 сентября. С 7 по 28 октября они отправились в латиноамериканский тур по Мексике, Чили, Аргентине и Бразилии. Группа сыграла свое самое большое сольное шоу в истории на стадионе Allianz Parque в Сан-Паулу, Бразилия. В ноябре Evanescence были удостоены награды Rock Sound's 2023 Hall of Fame.

## Музыкальный стиль
Среди критиков нет единства во мнениях относительно того, как классифицировать музыку Evanescence: как рок или как метал. Некоторые критики сравнивают коллектив с итальянской готик-метал-группой Lacuna Coil, уточняя, однако, что Evanescence пошли ещё дальше последних в разбавлении метала элементами поп-музыки. Эдриен Бегранд из PopMatters отметил, что Evanescence многое переняли у Lacuna Coil и перетянули на себя значительную часть их аудитории. Обозреватель сайта Allmusic.com Джонни Лофтус в своей рецензии на дебютный альбом группы сопоставил его с творчеством Linkin Park и охарактеризовал как «страдальческий поп» с элементами ню-метала и некоторыми следами влияния группы Type O Negative.
Журналистка New York Times Джулия Чаплин сочла музыку Evanescence готик-металом. Эдриен Бегранд, однако, придерживается другого мнения — в своей разгромной рецензии на альбом Fallen он назвал музыку группы «сочетанием утяжелённого хард-рока с сентиментальными текстами» и охарактеризовал её как «неоригинальную и тупую, полностью лишённую музыкального новаторства», а также пренебрежительно высказался о попытках музыкантов создать мрачную атмосферу. Иногда Evanescence относят к исполнителям готик-метала или даже готик-рока. Тем не менее ряду критиков связь между группой и готической субкультурой представляется сомнительной. Так, по ироничному выражению Лиисы Ладусёр, музыкального критика и создательницы «Готической энциклопедии», единственная точка соприкосновения между готикой и Evanescence — сценический имидж вокалистки коллектива, который привлекает к субкультуре внимание девочек-подростков.

## Дискография
- Fallen (2003)
- The Open Door (2006)
- Evanescence (2011)
- Synthesis[англ.] (2017)
- The Bitter Truth (2021)

## Награды
- Премия «Выбор молодёжи» — лучшая рок-песня за «Bring Me to Life» (2003)
- Финская метал-премия — Лучший молодой исполнитель (2003)
- Премия Грэмми — лучшее исполнение рок-музыки за «Bring Me to Life» (2004)
- Премия Грэмми — Лучший молодой артист за Fallen (2004)
- Всемирная музыкальная премия — лучший рок-исполнитель (2004)
- премия радио NRJ — лучший молодой иностранный артист (2004)
- премия газеты New Music — дуэт года (2004)
- премия радио NRJ — лучшая иностранная группа (2007)
- Премия MTV Австралия — альбом года за «The Open Door» (2007)
- Американское общество молодых музыкантов (ASYM) — лучшая альтернативная группа (2007)
- Премия MTV Латинская Америка — лучший иностранный рок-исполнитель (2007)
- NMPA — лучший автор песен — Эми Ли (18 июня 2008)
- Премия лучший вокалист 2012 Revolver Golden Gods Awards

## Участники группы
Нынешний состав
- Эми Ли — ведущий вокал, клавишные, арфа (1994 — настоящее)
- Тим Маккорд — бас-гитара (2006—2022); гитара  (2022 — настоящее);
- Уилл Хант — ударные (2010 — настоящее;  концертный музыкант - 2007—2009)
- Трой Маклоухорн — гитара, бэк-вокал (2011 — настоящее; концертный музыкант с 2007 по 2011)
- Эмма Анзай — бас-гитара, бэк-вокал (2022 — настоящее)

Бывшие участники
- Бен Муди — гитара, ударные (1994—2003)
- Дэвид Ходжес — клавишные, бэк-вокал (2000—2002)
- Уилл Бойд — бас-гитара (2003—2006; концертный музыкант 2003—2005)
- Рокки Грей — ударные (2003—2007; концертный музыкант 2003—2005)
- Джон Лекомпт — гитара (2003—2007; концертный музыкант 2003—2005)
- Терри Бальзамо — гитара (2003—2015)
- Джен Маджура — гитара, бэк-вокал, терменвокс (2015—2022; концертный музыкант 2015–2017)

Сессионные музыканты
- Франческо Дискомо — бас-гитара на Fallen (2003)
- Джош Фриз — ударные на Fallen (2003)

Временная шкала